# Sharp Corporation
Sharp Corporation (jap. シャープ株式会社 Shāpu Kabushiki-gaisha) – japoński producent elektroniki użytkowej założony 15 września 1912 przez Tokuji Hayakawę.
Nazwa przedsiębiorstwa pochodzi od pierwszego wynalazku założyciela „zawsze ostrego ołówka” (ang. Ever-Ready Sharp Pencil).

## Historia
| Data | Wydarzenie |
| ---- | --- |
| 1912 | Założyciel firmy Sharp, Tokuji Hayakawa, otwiera w Tokio warsztat metalowy, produkujący klamry zatrzaskowe do pasków |
| 1915 | Tokuji Hayakawa wynajduje pierwszy ołówek mechaniczny, nazwany „Ever-Sharp” („Zawsze ostry”) – stąd bierze się nazwa przedsiębiorstwa.                                                                                      |
| 1962 | Wyprodukowanie pierwszej kuchenki mikrofalowej. |
| 1963 | Masowa produkcja paneli słonecznych i półprzewodników krzemowych. |
| 1968 | Założenie pierwszej filii europejskiej w Hamburgu, jako centrali głównej na europejskim rynku. |
| 1969 | Wynalezienie układu scalonego o wysokiej skali integracji – ELSI (Extra Large Scale Integration), wykorzystanego do produkcji elektronicznych kalkulatorów.                                                                 |
| 1973 | Wynalezienie pierwszego na świecie kalkulatora COS (Calculator on Substrate) z wyświetlaczem LCD. |
| 1976 | Po raz pierwszy w japońskich sztucznych satelitach zastosowano panele słoneczne firmy Sharp. Obecnie aż 90% japońskich satelitów jest wyposażonych w panele słoneczne Sharpa.                                               |
| 1981 | Wynalezienie najtrwalszej na świecie diody laserowej. |
| 1982 | Prezentacja pierwszego telewizora-komputera, systemu łączącego komputer z odbiornikiem telewizyjnym. |
| 1988 | Wynalezienie pierwszego na świecie 14-calowego płaskiego ekranu TFL-LCD o wysokiej rozdzielczości. |
| 1990 | Opracowanie pierwszego na świecie telefaksu z możliwością faksowania w kolorze. |
| 1993 | Wynalezienie zintegrowanych palmtopów do użytku profesjonalnego. |
| 1993 | Wynalezienie i wprowadzenie na rynek w pełni zautomatyzowanej pralki z nierdzewnym stalowym bębnem, oszczędzającym zużycie wody.                                                                                            |
| 1996 | Prezentacja notebooka z kolorowym ekranem LCD i możliwością podłączenia do internetu. |
| 1997 | Prezentacja przenośnego ekranu LCD o wysokim współczynniku odbicia, wyświetlającego imponująco przejrzysty obraz w 260 000 kolorów bez podświetlenia, przy bezpośrednim świetle dziennym.                                   |
| 1999 | Wynalezienie i wprowadzenie na rynek 15-calowego ekranu LCD z szerokim kątem widzenia. |
| 2000 | Prezentacja 28-calowego panoramicznego telewizora LCD, odpowiadającego potrzebom masowego odbiorcy i zużywającego minimalną ilość energii.                                                                                  |
| 2002 | Wynalezienie cyfrowych drukujących urządzeń wielofunkcyjnych z modułami ochrony danych. |
| 2007 | Wynalezienie największego na świecie telewizora LCD z ekranem o przekątnej 108 cali (273 cm). |
| 2010 | Firma Sharp wprowadza technologię Quattron. Wykorzystuje ona czterokolorowy filtr, który dodaje kolor żółty (Y) do kolorów podstawowych – czerwonego, zielonego i niebieskiego (RGB). W ten sposób zwiększa paletę kolorów. |
| 2013 | Sharp wprowadza na rynek pierwszy cyfrowy system produkcyjny do druku w kolorze. |

Firma Sharp posiada obecnie ponad 45 tys. patentów.

## Sharp w Polsce

### Historia
Polski oddział firmy Sharp został otwarty w sierpniu 2000 roku i pełni funkcję centrali na Europę Środkowo-Wschodnią (CEE).
Od stycznia 2007 do końca 2014 roku Sharp posiadała też fabrykę telewizorów LCD w Ostaszewie koło Torunia. W 2014 roku słowacka spółka Universal Media Corporation i Sharp podpisały umowę, w ramach której UMC przejęła 100% udziałów w zakładzie produkującym telewizory. UMC otrzymała prawo do korzystania na terenie Europy z marki Sharp (projektowanie, produkcja i dystrybucja), zarówno jeśli chodzi o urządzenia audio, jak i video. Z kolei sprzedaż i marketing urządzeń gospodarstwa domowego w Europie (wyłączając niektóre kraje) zostały przejęte przez turecką firmę Vestel.

### Działalność na polskim rynku
Obecnie Sharp wspiera działalność swoich klientów w zakresie zarządzania dokumentami, procesami skanowania, archiwizacji i obiegu dokumentów, a także Managed Content Services oraz integracji procesów IT. Sharp jest producentem sprzętu drukującego dla środowisk biurowych oraz poligrafii – urządzeń wielofunkcyjnych oraz cyfrowych systemów produkcyjnych.
Przedsiębiorstwo działa również w obszarach Visual Solutions, paneli słonecznych oraz systemów oświetleniowych LED.

### Segmenty produktowe
- Urządzenia dla biura: drukarki laserowe monochromatyczne i kolorowe, urządzenia wielofunkcyjne (kopiarka lub drukarka lub skaner lub faks) monochromatyczne i kolorowe.
- Systemy produkcyjne – monochromatyczne i kolorowe.
- Aplikacje i rozwiązania – autorskie rozwiązania Sharp to oprogramowanie do zarządzania drukiem Job Accounting II, m.in. do zarządzania, kontroli i archiwizacji dokumentów cyfrowych oraz Managed Content Services – pakiet służący monitoringowi urządzeń drukujących i optymalizacji kosztów w przedsiębiorstwie.